# Aphodius paykulli
Aphodius paykulli es una especie de coleóptero de la familia Scarabaeidae.

## Distribución geográfica
Habita en el paleártico: Europa, Oriente Próximo y el norte de África.